# Portland (Connecticut)
Portland es un pueblo ubicado en el condado de Middlesex en el estado estadounidense de Connecticut. En el año 2005 tenía una población de 9,543 habitantes y una densidad poblacional de 157 personas por km².

## Geografía
Portland se encuentra ubicada en las coordenadas 41°35′57″N 72°35′26″O / 41.59917, -72.59056.

## Demografía
Según la Oficina del Censo en 2000 los ingresos medios por hogar en la localidad eran de $63,285 y los ingresos medios por familia eran $73,036. Los hombres tenían unos ingresos medios de $48,849 frente a los $35,104 para las mujeres. La renta per cápita para la localidad era de $28,229. Alrededor del 5.1% de la población estaban por debajo del umbral de pobreza.